# 草酸镧
草酸镧是镧的草酸盐，化学式为La2(C2O4)3，是一种配位化合物。

## 制备
草酸镧可由硝酸镧或氯化镧和草酸反应得到：
2 La(NO3)3 + 3 H2C2O4 → La2(C2O4)3↓ + 6 HNO3
2 LaCl3 + 3 H2C2O4 → La2(C2O4)3↓ + 6 HCl
将草酸镧沉淀过滤，于120 °C干燥，得到一水合物。

## 性质
草酸镧的十水合物在19 °C时开始分解失水，76~185 °C时失去七个结晶水，在550 °C时得到La2O2CO3，并最终在760 °C得到氧化镧。